# Xã Formosa, Quận Van Buren, Arkansas
Xã Formosa (tiếng Anh: Formosa Township) là một xã thuộc quận Van Buren, tiểu bang Arkansas, Hoa Kỳ. Năm 2010, dân số của xã này là 675 người.